# Santa Caterina Valfurva
Santa Caterina Valfurva ist ein italienischer Skiort 200 Kilometer nordöstlich von Mailand und Fraktion der Gemeinde Valfurva.

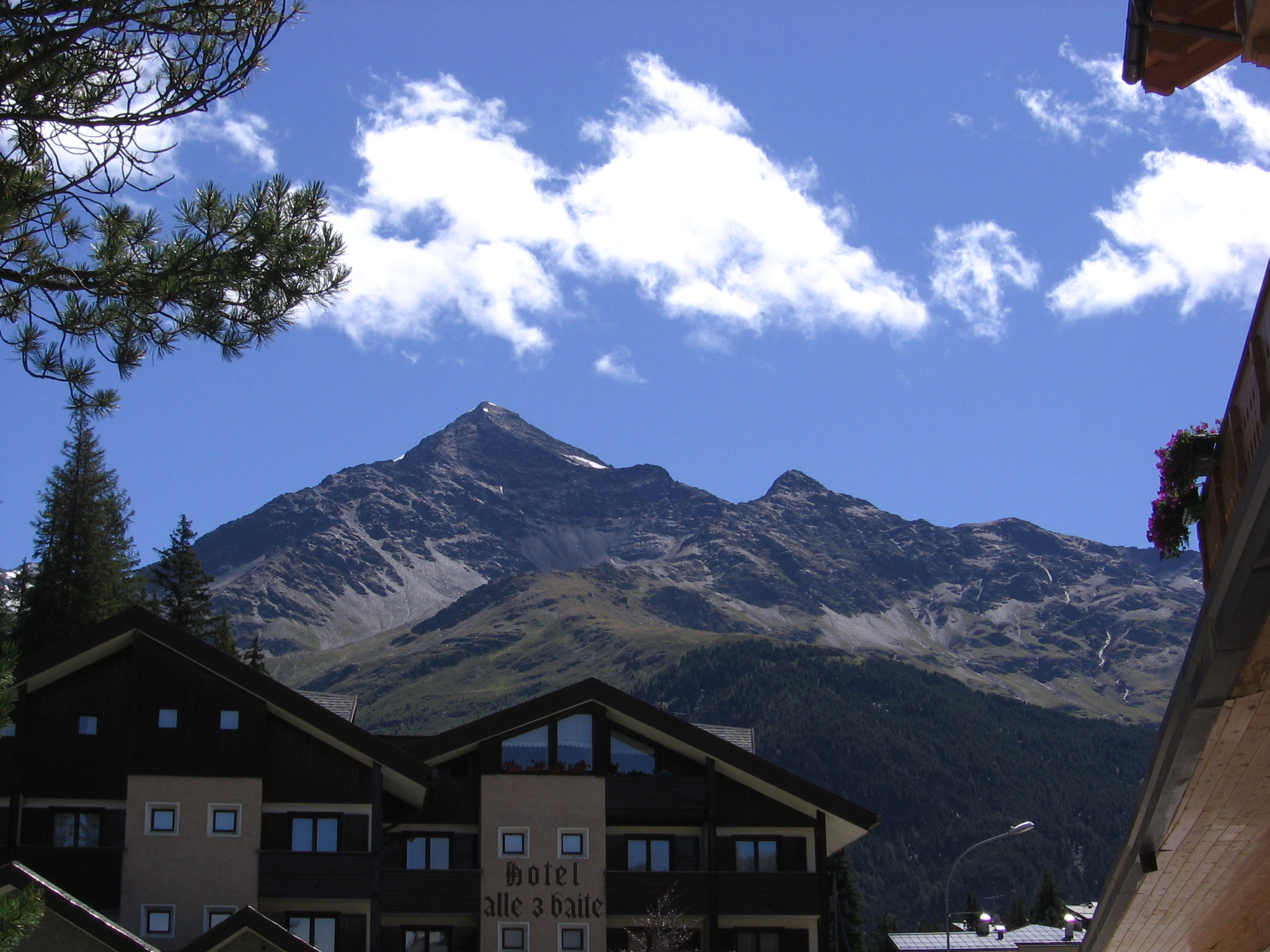
Santa Caterina di Valfurva, Hotel Alle Tre Baite

Santa Caterina liegt im Gaviatal unweit von Bormio in der Provinz Sondrio (Region Lombardei). Der Ort befindet sich auf 1734 m s.l.m. und verfügt über sieben Lifte und 35 Kilometer Skipiste. Die Straße von Bormio führt hinter Santa Caterina weiter zum Gaviapass.
Santa Caterina ist Austragungsort diverser Skirennen, wie etwa den Damenrennen bei den alpinen Skiweltmeisterschaften 2005. Die Piste, auf der die Rennen ausgetragen werden, ist nach der mehrfachen Weltmeisterin und Olympiasiegerin Deborah Compagnoni benannt, die in Santa Caterina geboren wurde.

## Persönlichkeiten
- Achille Compagnoni (1914–2009), Bergsteiger, Erstbesteiger des K2
- Aristide Compagnoni (1910–1995), Skilangläufer
- Deborah Compagnoni (* 1970), Skirennläuferin
- Ottavio Compagnoni (1926–2021), Skilangläufer
- Severino Compagnoni (1914–2006), Skilangläufer
- Erminio Confortola (1901–1934), Skilangläufer
- Silvio Confortola (1910–2003), Skilangläufer
- Fabrizio Pedranzini (* 1954), Skilangläufer
- Tino Pietrogiovanna (* 1950), Skirennläufer